# المواقف السياسية لبوريس جونسون
كان بوريس جونسون قد أعلن عن مواقفه حول العديد من القضايا السياسية من خلال تصريحات علنية. تغيرت مواقف بوريس جونسون على امتداد مسيرته السياسية. وكانت سياسات جونسون وآراءه وسجله الاقتراعي موضوعًا للتعليقات خلال فترة شغله عدة مناصب، بما في ذلك منصب عمدة لندن منذ عام 2008 حتى عام 2016 ومنصب رئيس وزراء المملكة المتحدة منذ عام 2019 حتى عام 2022.
يعد جونسون من بين مناصري وحدة المملكة المتحدة وبريطانيا العظمى. ووصف في بعض الأحيان بأنه متشكك حيال أوروبا، وأيد إجراء استفتاء حول عضوية المملكة المتحدة في الاتحاد الأوروبي لفترة من الوقت قبل استفتاء بقاء المملكة المتحدة ضمن الاتحاد الأوروبي لعام 2016، الذي صوت خلاله لصالح خروج بريطانيا من الاتحاد. قبل رئاسته للوزراء وخلالها، شملت رؤاه حول انسحاب المملكة المتحدة من الاتحاد الأوروبي تأييد الخروج من السوق الموحدة الأوروبية وحتى الخروج دون اتفاق. عارض جونسون خطة تشيكرز والجدار الخلفي الإيرلندي الذين اقترحتهما تيريزا ماي، وأعاد فتح المفاوضات بصفته رئيسًا للوزراء حول اتفاقية بريكست وبروتوكول إيرلندا الشمالية.
تغيرت مواقف جونسون المتعلقة بالبيئوية، إذ كتب العديد من المقالات حول نكران التغير المناخي في العقد الثاني من القرن الحالي، إلا أنه أعرب عن تأييده لسياسات الاحتباس الحراري والتحول إلى الطاقة المتجددة في السنوات الأولى للعقد الثالث من القرن نفسه. في السياسة الخارجية، أعطى جونسون أولوية للعلاقات مع الصين والولايات المتحدة، وأيد التدخل السعودي في اليمن وسياسة أكثر عدائية حيال روسيا اشتملت على فرض عقوبات عليها ودعم أوكرانيا خلال الغزو الروسي لأوكرانيا وأقر منح مليارات كمعونات خارجية وشحنات أسلحة إلى أوكرانيا.
وصف جونسون بأنه مناصر لمحافظية الأمة الواحدة. وأيضًا شبه معلقون الأيديولوجيا السياسية الخاصة بجونسون بالليبرالية والتحررية، وفي بعض الحالات بالديغولية والترامبية. تغيرت بعض آراء جونسون وميوله السياسية مع الوقت. ففي ما يخص قضايا معينة، كان جونسون قد وصف بأنه أكثر ليبرالية بقليل من أعضاء آخرين في حزب المحافظين.

## الأيديولوجيا السياسية
على الجانب الأيديولوجي، وصف بوريس جونسون نفسه، ووصف من قبل آخرين، بأنه مناصر ل «محافظية الأمة الواحدة». في عام 2012، وصف العالم السياسي توني ترافيرز جونسون بأنه «كلاسيكي إلى حد بعيد، أي محافظ متشكك باعتدال حيال أوروبا، ومؤيد لدولة صغيرة» تبنى أيضًا، شأنه شأن معاصريه ديفيد كاميرون وجورج أوبسورن، «الليبرالية الاجتماعية الحديثة». وذكرت صحيفة الجارديان أن جونسون دمج في فترة شغله منصب عمدة لندن بين الليبرالية الاجتماعية والاقتصادية، وقالت مجلة ذا إيكونوميست أن جونسون بفعله ذلك «يتجاوز هويته كمحافظ» ويتبنى وجهة نظر أكثر تحررية. وصف ستيوارت ريد، زميل جونسون في مجلة ذا سبيكتيتور الإخبارية، أن وجهات نظر الأخير هي وجهات نظر «تحررية ليبرالية». وعلق موقع بيزنس إنسايدر أن جونسون نال، بصفته عمدة لندن، سمعة «سياسي ليبرالي من الوسط».
كتب جيمسون أن جونسون «ليبرالي أصيل» اجتماعيًا واقتصاديًا، على الرغم من أنه ما يزال يحتفظ ب «عنصر محافظ» في شخصيته من خلال «حبه للمؤسسات القائمة واعترافه بحتمية الهرميات». وأثارت مواقفه الليبرالية حول مسائل مثل السياسة الاجتماعية والهجرة والتجارة الحرة تعليقات أيضًا في عام 2019. في عام 2019، قال محرر شبكة الجزيرة جيمس برونسويل أنه على الرغم من أن جونسون كان «يميل نحو اليمين» منذ حملة بريكست، فإنه قد بقي «أكثر ليبرالية بقليل من الناحية الاجتماعية» من معظم أعضاء حزبه. في عام 2019، قال نائب زعيم حزب المحافظين السابق مايكل هيسيلتين أن جونسون «ليس لديه الحق بأن يوصف نفسه محافظ أمة واحدة» وكتب: «أخشى أن أي أثر للنزعة المحافظة الليبرالية التي ما تزال موجودة لدى رئيس الوزراء قد جرى تحجيمها منذ زمن من قبل نظرة يمينية للعالم ومعادية للأجانب وانطوائية باتت تسم رفاقه المؤيدين لانسحاب بريطانيا من الاتحاد الأوروبي».
وذكر ستيوارت ويلكس هيغ، المدير التنفيذي لديموكراتيك أوديت، أن «بوريس حذق سياسيًا» في حين ذكرت بورنل أن جونسون كان يغير آراءه حول المسائل السياسية وعلقت قائلة حول ما رأته «خلوًا أيديولوجيًا تحت مظهر محافظ متحمس». وأشارت في وقت لاحق إلى «مقاربته الانتهازية، قد يسميها البعض براغماتية، للسياسة».
في مقال لمجلة بروسبيكت، اقترح فيليب كولينز أن جونسون وأعضاء آخرين من مؤيدي انسحاب بريطانيا من الاتحاد الأوروبي في حزب المحافظين كانوا «ديغوليين بريطانيين شكلوا أساس مفهوم لأمة تشهد ولادة جديدة لروح الحرية الكامنة». واقترح أن تلك كانت شكلًا من النزعة القومية، ولو أنها لم تكن من النوع «الشوفيني». واقترحت بعض المنابر أن جونسون كان يمثل بعض صفات الترامبية. قارن ميشيل هيرش في صحيفة بوليتيكو جونسون بترامب، مشيرًا إلى أن كلا الرجلين كانا مناصرين ل «القومية الجديدة». رد جونسون بأنه ليس «قوميًا إن كان يُقصد بذلك أني أعاني من رهاب الأجانب أو أني أستنكر بلدان أو ثقافات أخرى».
حاججت بورنل أن جونسون «لا شيء إن لم يكن نخبويًا». في مقال صدر في عام 2000 بعنوان «تعيش النخبوية»، ذكر جونسون أنه «من دون النخب والنخبوية، لبقي الإنسان في كهوفه». ومنذ حملة بريكست، انتقد جونسون «عدمية النخب» حول البريكست وتحدث عن «مؤامرة نخب للحيلولة دون انسحاب بريطانيا من الاتحاد الأوروبي»، واتهم النخب بأنها «لا مبالية بصورة علنية بالمعاناة التي تسببها سياساتها». ولذلك أطلقت عليه بعض وسائل الإعلام وعلماء السياسة صفة شعبوي. ووصف المؤرخ السير ريتشارد جاي إيفانز جونسون بأنه «مؤمن بشدة بنظرية الرجل العظيم في التاريخ».

## البريكست والاتحاد الأوروبي
في عام 2003، قال جونسون في حديث عن الاتحاد الأوروبي «لست بأي شكل من الأشكال متشكك متطرف حيال أوروبا. وإلى حد ما أنا مؤيد للاتحاد الأوروبي. لو لم يكن لدينا اتحاد كهذا، لكان علينا أن نخترع واحدًا شبيهًا به». منذ عام 2009، أيد جونسون استفتاء حول عضوية بريطانيا في الاتحاد الأوروبي.

### استفتاء عام 2016
في شهر فبراير من عام 2016، أيد جونسون استفتاء لحملة «الخروج» حول عضوية المملكة المتحدة في الاتحاد الأوروبي. ووصف تحذيرات ديفيد كاميرون حول الخروج بأنها «مبالغة شديدة». في أعقاب هذا الإعلان، الذي فسر من قبل الأسواق المالية بأنه يجعل البريكست مرجحًا بصورة أكبر، انخفض الجنيه الإسترليني بنحو 2٪ مقابل الدولار الأمريكي ليصل لأدنى مستوى له منذ شهر مارس من عام 2009.
في شهر أبريل من عام 2016، في مقال لصحيفة ذا صن، وردًا على تعليق أدلى به الرئيس الأمريكي باراك أوباما بأنه يتوجب على بريطانيا أن تبقى في الاتحاد الأوروبي، تحدث جونسون عن أن «كرهًا موروثًا» حيال بريطانيا عائد إلى خلفية أوباما «الكينية جزئيًا» ربما لعب دورًا في تشكيل وجهة نظره. وصف عضو البرلمان من حزب المحافظين السير نيكولاس سواميس هذه التعليقات بأنها «خرقاء ومهينة بشدة». أدان العديد من سياسيي حزب العمال والديمقراطيين الليبراليين هذه التعليقات بأنها عنصرية وغير مقبولة. في ضوء هذه التعليقات، ألغى تجمع طلاب كلية كينجز لندن دعوى لإلقاء كلمة كانت تشمله. وخلافًا لذلك، دافع كل من المحافظ إياين دنكن سميث وزعيم حزب استقلال المملكة المتحدة نايجيل فاراج عن تعليقاته تلك.
في 22 يونيو من عام 2016، أعلن جونسون بأن يوم 23 يونيو يمكن أن يكون «يوم استقلال بريطانيا» في مناظرة متلفزة أمام 6000 مشاهد عضو في ويمبلي أرينا. وتطرق ديفيد كاميرون، رئيس وزراء بريطانيا في تلك الآونة، بشكل خاص إلى مزاعم جونسون، وذكر بصورة علنية أن «الفكرة القائلة بأن بلادنا غير مستقلة هي هراء. إن هذه المناظرة تثبت سيادتنا».

### في ظل رئاسة تيريزا ماي
في مقال قصير في شهر سبتمبر من عام 2017، أكد جونسون أن المملكة المتحدة ستستعيد 350 مليون جنيه إسترليني بعد أسبوع على البريكست، واقترح أن يذهب هذا المبلغ إلى هيئة الخدمات الصحية في بريطانيا. انتقد جونسون لاحقًا من قبل زملائه في الحكومة بسبب تأكيده ذلك واتهم ب «إساءة استعمال واضحة للإحصاءات الرسمية» من قبل رئيس سلطة إحصاءات المملكة المتحدة، السير ديفيد نورغروف. رفضت السلطة الإشارة إلى أنها كانت تجادل حول تفاهات في عنوان عريض في صحيفة، لا حول كلمات جونسون الفعلية.
في عام 2018، دعا جونسون بريطانيا إلى الخروج من السوق الموحدة الأوروبية وأيد مقاربة للهجرة أكثر ليبرالية من مقاربة رئيسة الوزراء تيريزا ماي. وذكر بأن العديد من البشر كانوا يرون أن عضوية بريطانيا في الاتحاد الأوروبي قد أفضت إلى خفض أجور سكانها «الأصليين» وذكر أن الاتحاد الأوروبي كان ينوي إقامة «دولة خارقة» ستسعى إلى سرقة سيادة بريطانيا.